# Коддингтон, Грейс
Памела Розалинд Грейс Коддингтон (англ. Grace Coddington, родилась 20 апреля 1941 г.) — валлийская бывшая модель и бывшая креативный директор американского журнала Vogue. Коддингтон известна созданием больших, сложных и драматических фотосессий. В профиле Guardian написано, что она «создала одни из самых запоминающихся образов в мире моды. Её картины могут быть весёлыми и декадентскими или туманными и таинственными».

## Ранние годы
Коддингтон родилась на острове Англси в Уэльсе, Великобритания, в семье владельцев отелей. Её интерес к моде начался в подростковом возрасте, когда она с нетерпением ждала прибытия свежего номера журнала Vogue, который к моменту получения устаревал как минимум на три месяца. Коддингтон жила за много миль от дизайнерских магазинов, поэтому Vogue был её единственной связью с миром моды. Она говорит [о Vogue], что ей нравились «все виды шика („итальянская культура“), которые были совершенно вне контекста образа жизни, который [она] вела». В подростковом возрасте она была бледнокожей, получала образование в монастыре и никогда никуда не выезжала, только просматривала Vogue.

## Карьера

### Модель
В 1959 году, в возрасте 18 лет, кто-то представил её фотографии на конкурс моделей Vogue. Она победила в номинации «Молодая модель» и попала в октябрьский номер на фотографии Нормана Паркинсона, после чего начала свою карьеру для журнала.
В Лондоне она попала в автомобильную аварию, но после пяти операций она снова начала работать моделью.

### Редактор
Через два года после аварии Грейс прошла собеседование у редактора британского Vogue Беатрикс Миллер и стала младшим редактором. После девятнадцати лет работы фоторедактором британского Vogue она переехала в Нью-Йорк, чтобы работать на Calvin Klein. В июле 1988 года она присоединилась к Анне Винтур в американском Vogue, где получила работу креативного директора журнала.
В январе 2016 года Коддингтон объявила, что покидает пост креативного директора Vogue, чтобы заняться другими проектами. 9 мая 2016 года было объявлено, что Коддингтон будет работать с Tiffany & Co.
Позже в том же году стартовала новая кампания Грейс Коддингтон для Tiffany & Co. A/W 16 с участием Эль Фаннинг. В кампании было мало фотографий продукции и традиционных моделей. По указанию Коддингтон Тиффани решила вместо этого использовала знаменитостей и крупный план размещённых на теле украшений.
В 2018 году Коддингтон также сотрудничала с Louis Vuitton над капсульной коллекцией, в которой многие дизайны изображали её кошек.

## Сентябрьский номер
Коддингтон привлекла внимание публики в 2009 году, когда был выпущен «Сентябрьский номер», документальный фильм о создании сентябрьского номера Vogue за 2007 год. Она играет заметную роль в фильме, так как активно участвует в создании стиля и выпуске номера. В фильме были подчёркнуты её зачастую напряжённые отношения с редактором Анной Винтур.

## Популярная культура
В третьем сезоне сериала-антологии «Американская история ужасов» американская актриса Фрэнсис Конрой играет персонажа Миртл Сноу. Рыжие волосы Миртл, а также её страсть к моде считаются данью уважения Грейс Коддингтон.

## Личная жизнь
Коддингтон в 1968 году вышла замуж за ресторатора Майкла Чоу. Они развелись через год. Позже она вышла замуж за фотографа Уилли Кристи (Willie Christie), они развелись в 1980 году.
Воспитывала племянника Тристана, начиная с его восьми лет, после смерти сестры Розмари.
В 1986 году она переехала в Нью-Йорк, чтобы работать в Calvin Klein. После переезда она жила со своим партнёром, парикмахером Дидье Малиджем (Didier Malige), и несколькими кошками.
В 2010 году Грейс объявила о планах написать мемуары вместе с соавтором Джеем Филденом (Jay Fielden). Ранее они вместе работали над фотокнигой 2002 года «Грейс: тридцать лет моды в Vogue» (Grace: Thirty Years of Fashion at Vogue). Книга была переиздана Phaidon в 2015 году. Но после того, как Джей устроился на работу редактором Town&Country, написание книги было отложено до 2011 года, когда Грейс сменила соавтора на Майкла Робертса (Michael Roberts). Сообщается, что сделка о книге стоит 1,2 млн долларов США. Результат, книга Грейс (Grace), был опубликован в ноябре 2012 года. В 2015 году кинокомпания A24 приобрела права на эти мемуары.

## Работы и публикации
- Coddington, Grace (art direction and photo editing). Grace: Thirty Years of Fashion at Vogue / Grace (art direction and photo editing) Coddington, Michael (art direction and photo editing) Roberts. — Paris : Edition 7L, 2002. — ISBN 978-0-714-87059-5. — first volume of collected work
- Wintour, Anna (introduction by). The Snippy World of New Yorker Fashion Artist Michael Roberts / Anna (introduction by) Wintour, André Leon (essay by) Talley, John (essay by) Galliano … [и др.]. — Paris : Edition 7L, 2005. — ISBN 978-3-865-21151-4.
- Coddington, Grace (drawings & dialogue). The Catwalk Cats / Grace (drawings & dialogue) Coddington, Didier (photographs) Malige. — Paris : Edition 7L, 2006. — ISBN 978-3-865-21344-0.
- Coddington, Grace. Grace: A Memoir / Grace Coddington, Michael (with) Roberts. — New York : Random House, 2012. — ISBN 978-0-307-36276-6.
- Coddington, Grace (foreword by). Vidal Sassoon: How One Man Changed the World with a Pair of Scissors / Grace (foreword by) Coddington, Michael (foreword by) Gordon, Heather (supplementary writing and editing by) Gordon. — New York : Rizzoli, 2012. — ISBN 978-0-847-83859-2.
- Muir, Robin (text by). Terence Donovan Fashion / Robin (text by) Muir, Grace (foreword by) Coddington. — London : Art/Books, 2012. — ISBN 978-1-908-97002-2.
- Coddington, Grace. The Lipizzaner // Snowdon: A Life in View. — New York : Rizzoli, 2014. — ISBN 978-0-847-84328-2.
- Coddington, Grace (art direction and photo editing). Grace: The American Vogue Years / Grace (art direction and photo editing) Coddington, Michael (art direction and photo editing) Roberts. — London : Phaidon Press Limited, 2016. — ISBN 978-0-714-87197-4. — second and final volume of collected work
- Frankel, Susannah. Stephen Jones: Souvenirs / Susannah Frankel, Stephen (with) Jones, Grace (foreword by) Coddington. — New York : Rizzoli, 2016. — ISBN 978-0-847-84879-9.
- Coddington, Grace (art direction and photo editing). Saving Grace: My Fashion Archive 1968-2016 / Grace (art direction and photo editing) Coddington, Michael (art direction and photo editing) Roberts. — London/New York : Phaidon Press Limited, 2016. — ISBN 978-0-714-87371-8. — combined volumes one and two of collected work
- Roberts, Michael. GingerNutz: Memoir of a Model Orangutan / Michael Roberts, Grace (foreword by) Coddington. — New York : Distributed Art Publishers, 2017. — ISBN 978-0-998-70180-6.
- Roberts, Michael. GingerNutz Takes Paris: An Orangutan Conquers Fashion / Michael Roberts, Grace (foreword by) Coddington. — New York : Distributed Art Publishers, 2018. — ISBN 978-0-998-70183-7.